# Deodoro
Deodoro est un quartier de la zone ouest de la ville de Rio de Janeiro, au Brésil.

## Présentation
Deodoro est un quartier de classe moyenne, avec un IDH de 0,856 en 2000, se classant ainsi 50e au classement des quartiers les plus développés de Rio. Ses quartiers voisins sont Vila Militar, Campo dos Afonsos, Marechal Hermes, Guadalupe et Ricardo de Albuquerque.
Le quartier est traversé par une ligne de chemin de fer, et possède l'une des plus grandes gares ferroviaires de la ville. La gare fut inaugurée en 1859 sous le nom de Sapopemba, avant de prendre le nom de Deodoro en hommage au premier président de la république des États-Unis du Brésil, le maréchal Manuel Deodoro da Fonseca.